# Briggow
Briggow (pol. hist. Brogów) – gmina w Niemczech,  w kraju związkowym Meklemburgia-Pomorze Przednie, w powiecie Mecklenburgische Seenplatte, wchodząca w skład Związku Gmin Stavenhagen.
Dzielnice: Briggow, Sülten und Sülten Hof.